# Слободян Олександр В'ячеславович
Слободян Олександр В'ячеславович (21 лютого 1956, Тернопіль) — український політик, підприємець, президент (на громадських засадах) АТ «Оболонь», член Правління фонду Національної пам'яті України, Президент ФК «Оболонь», член Національної ради Конгресу української інтелігенції; заступник голови УНП (з грудня 1999).

## Біографія
Народився 21 лютого 1956 році у місті Тернопіль в родині службовців. Українець.

## Родина
Одружений, має доньку Вікторію та трьох синів — Вадима, Олега та В'ячеслава.

## Освіта
Закінчив СШ № 1 у Городку Хмельницької області.
1973—1978 рр. — Київський технологічний інститут харчової промисловості, інженерно-економічний факультет, інженер - економіст.

## Кар`єра
- 1978 року - інженер - економіст Городоцького цукрового заводу (Хмельницька область).
- 1978 - 1980 рр. - служба в танкових частинах у Білорусі. Закінчив школу офіцерів запасу.
- 1980 року - інженер, старший інженер відділу праці та зарплати заводу «Оболонь».
- 1981 року - начальник цеху.
- 1982 року - начальник лабораторії наукової організації праці та управління.
- Січень 1990 року - генеральний директор (обирався із п'яти кандидатів).
- Липень 1990 року - голова орендної ради, ВО «Оболонь».
- Березня 1993 року - голова правління, генеральний директор АТ «Оболонь».
- 1998 року - президент АТ «Оболонь» на громадських засадах.
- Член НРУ жовтень 1997 року по  квітень 1999 року.
- Член Центрального проводу НРУ жовтень 1997 року по  березень 1999 року.
- Член президії Центрального проводу НРУ з  березня 1999 року. Заступник голови РУХу (УНР) грудень 1999 - 2012 рр.
- Народний депутат України 3-го скликання від березня 1998 року до квітня 2002 року (виборчий округ № 220, м. Київ; з'явилось 59.6 %, «за» 36.6 %, 29 суперників).
- Березень 1998 року - кандидат у народні депутати України від НРУ, № 23 у списку.
- Член фракції НРУ з травня 1998 року. Квітень 2000 року— фракція УНР).
- Член Комітету з питань економічної політики, управління народним господарством, власності та інвестицій з липня 1998 року.
- Народний депутат України 4-го скликання квітень 2002 року  по  квітень 2006 року від блоку Віктора Ющенка «Наша Україна» (№ 7 у списку). На час виборів - народний депутат України. Член РУХу (УНР).
- Член фракції «Наша Україна» травень 2002 року по березень 2005 року.
- Член фракції УНП  березень 2005 року.
- Член Комітету з питань економічної політики, управління народним господарством, власності та інвестицій з червня 2002 року.
- Березень 2006 року -  кандидат у народні депутати України від Українського народного блоку Костенка і Плюща (№ 3 у списку)[2].
- Народний депутат України 6 скликання від листопада 2007 року до грудня 2012 року від блоку «Наша Україна — Народна самооборона» (№ 42 у списку). На час виборів - тимчасово не працював. Член УНП.
- Член фракції Блоку «Наша Україна — Народна самооборона» з листопада 2007 року.
- Член Комітету з питань економічної політики з грудня 2007 року.
- Олександр Слободян входить до рейтингу топ-100 найбагатших українців за версією журналу Forbes.[3]

## Нагороди
- Почесний громадянин м. Києва, Городка, Чемерівців
- орден «За заслуги» III (березень 1997)[4], II (травень 2005)[5], I ступенів (серпень 2006)[6];
- ордени Святого рівноапостольного князя Володимира Великого І, ІІ, ІІІ ступенів.

Неодноразово визначався одним з найкращого ТОП-менеджера України.

## Захоплення
Футбол, книги, риболовля.

## Ресурси інтернет
- Довідник «Хто є хто в Україні», видавництво «К. І.С»